# Accelerador de partícules

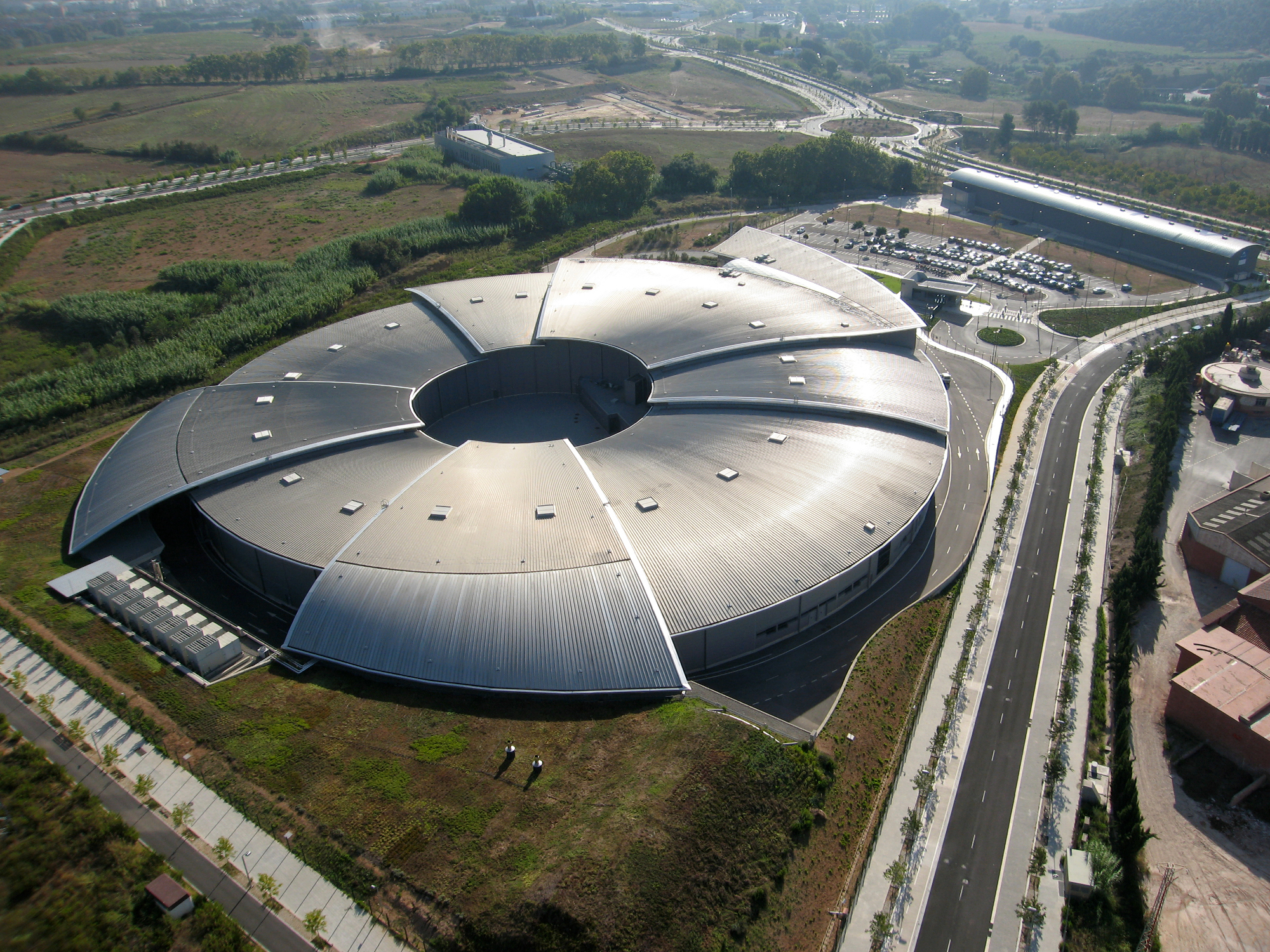
Vista aèria del sincrotró ALBA al Barcelona Synchrotron Park, al costat del campus de la Universitat Autònoma de Barcelona, a Cerdanyola del Vallès.

Els acceleradors de partícules són aparells que utilitzen camps electromagnètics per a accelerar partícules amb càrrega elèctrica (electrons, protons, positrons, ions) fins a velocitats molt properes a la de la llum, amb la finalitat d'estudiar els efectes de les col·lisions violentes amb altres partícules o nuclis.
El 1931 els físics estatunidencs Ernest O. Lawrence i David H. Sloan, a la Universitat de Califòrnia a Berkeley, empraren camps d’alta freqüència per accelerar cations de mercuri a més d’1,2 MeV. Els primers experiments amb ions accelerats artificialment es realitzaren el 1932 a la Universitat de Cambridge per part dels físics irlandesos John D. Cockcroft i Ernest T.S. Walton. Aquests científics aconseguiren accelerar protons fins a energies de 710 keV i demostraren que podien reaccionar amb nuclis de liti, produint dues partícules α energètiques.
Els grans acceleradors de partícules s'empren a l'estudi de partícules elementals (quarks, bosons...). Milers d’acceleradors de baixa i mitjana energia són utilitzats en la indústria, la medicina i la recerca. Les aplicacions inclouen la implantació d’ions per a la fabricació de xips informàtics, l’enduriment de plàstics, el tractament superficial de metalls, el mecanitzat de precisió de components i membranes en miniatura, l'esterilització d’aliments i envasos, així com la gestió de residus industrials. Els sincrotrons generen radiació de sincrotró, essencial per a l’estudi de estructures cristal·lines complexes, proteïnes i altres molècules. Els protons són accelerats per produir neutrons mitjançant esbocí (spallation) per a estudis de difracció d’estructures similars. S'han emprat per a la síntesi de nous elements químics transurànids. Les aplicacions mèdiques principals inclouen els ciclotrons per a la producció d’isòtops radioactius, així com acceleradors lineals (LINACS) i sincrotrons de protons i ions per a teràpies avançades contra el càncer. Els acceleradors de baixa energia, com ara els de tipus Van de Graaff, són emprats en una varietat d’experiments de dispersió, incloent-hi la datació per carboni i l’anàlisi de materials. S'empren en la generació de raigs X i de neutrons que s'empren en escàners d'equipatges, control de mercaderies a fronteres, etc.

## Història

Animació d'un accelerador de partícules lineal.

Fins a l’any 1932, tota la recerca en física nuclear es dugué a terme emprant partícules α generades per desintegració radioactiva. Aquestes partícules α naturals tenien energies cinètiques de fins a 8 MeV. El físic britànic Ernest Rutherford (1871-1937), pioner en els estudis de partícules, considerava que, per dur a terme reaccions nuclears de nuclis més pesants amb partícules α, seria necessari accelerar-les artificialment a energies encara més elevades. Tanmateix, en aquella època semblava improbable generar camps elèctrics prou intensos en un laboratori per assolir aquestes energies. No obstant això, un càlcul realitzat el 1928 pel físic estatunidenc d'origen rus, George Gamow (1904-1968), aleshores a la Universitat de Göttingen (Alemanya), indicà que ions amb energies considerablement més baixes podien ser efectius, fet que impulsà els intents de construir un accelerador capaç de generar un feix de partícules adequat per a la recerca nuclear.

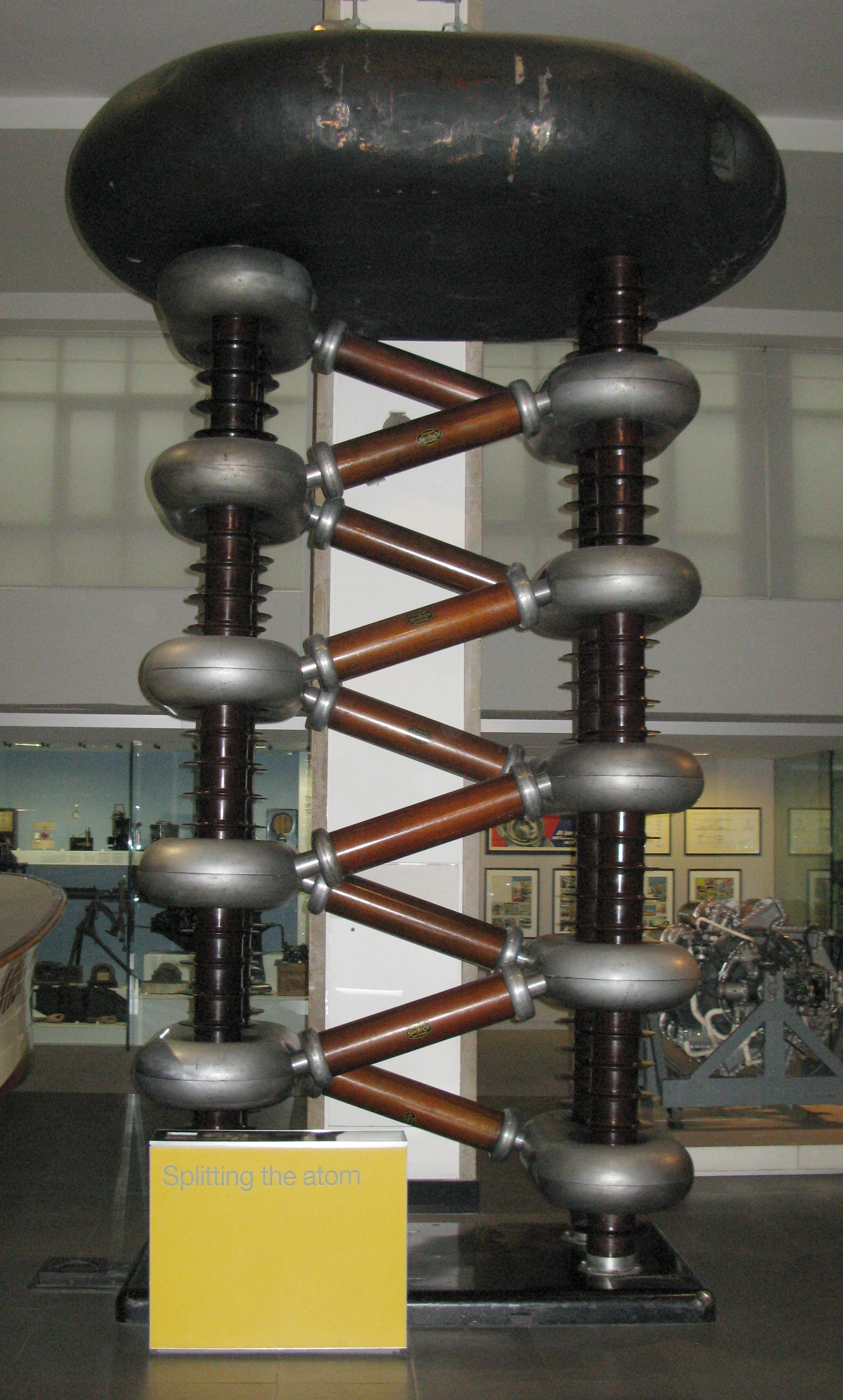
Generador Cockcroft-Walton al Museu de Ciències de Londres.

El principi de l'accelerador lineal per ressonància fou demostrat pel físic noruec Rolf Widerøe (1902-1996) el 1928. A la Universitat Tècnica del Rin-Westfàlia d’Aachen (Alemanya), Widerøe utilitzà un alt voltatge altern per accelerar cations de sodi i potassi fins a energies el doble de les impartides per una sola aplicació del voltatge màxim. Posteriorment, el 1931, als Estats Units, els estatunidencs Ernest O. Lawrence (1901-1958) i el seu assistent David H. Sloan (1905-1990), a la Universitat de Califòrnia a Berkeley, empraren camps d’alta freqüència per accelerar cations de mercuri a més d’1,2 MeV. Aquesta fita amplià l’èxit de Widerøe en l’acceleració de cations pesants, encara que no foren útils per a la recerca nuclear.

El mateix any, el físic estatunidenc Robert J. Van de Graaff (1901-1967), a la Universitat de Princeton (Nova Jersey), construí el primer generador electroestàtic d’alta tensió carregat per corretja. Els primers experiments reeixits amb ions accelerats artificialment es realitzaren el 1932 a la Universitat de Cambridge, Anglaterra, gràcies als irlandesos John D. Cockcroft (1897-1967) i Ernest T.S. Walton (1903-1955). Mitjançant un multiplicador de tensió (generador Cockcroft-Walton), aconseguiren accelerar protons fins a energies de 710 keV i demostraren que aquests reaccionaven amb el nucli de liti, produint dues partícules α energètiques. Ambdós tipus de generadors encara es fan servir com a fonts d’energia per a acceleradors.

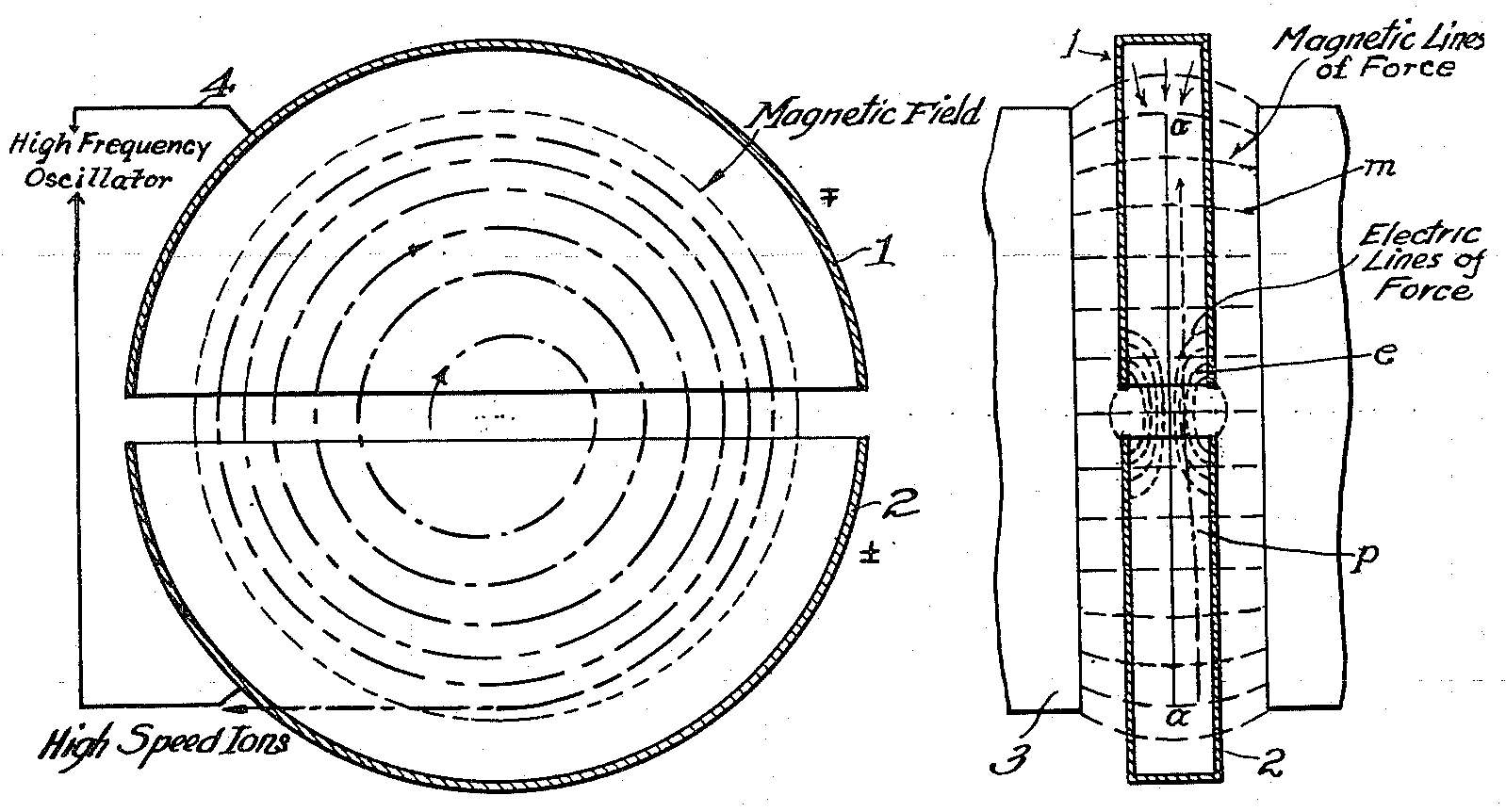
Esquema del ciclotró a la seva patent.

L’accelerador per ressonància magnètica, o ciclotró, fou concebut per Lawrence com una modificació de l’accelerador lineal de Widerøe. L’estudiant de Lawrence, M.Stanley Livingston (1905-1986), demostrà el principi del ciclotró el 1931, produint cations amb energies de 80 keV. L’any següent, Lawrence i Livingston anunciaren l’acceleració de protons a més d’1 MeV. Durant la dècada de 1930, les energies dels ciclotrons arribaren a uns 25 MeV, mentre que els generadors de Van de Graaff assoliren uns 4 MeV. El 1940, l'estatunidenc Donald W. Kerst (1911-1993), aplicant càlculs precisos d’òrbites al disseny d’imants, construí el primer betatró, un accelerador magnètic d’electrons (partícules β), a la Universitat d’Illinois.
Després de la Segona Guerra Mundial, la recerca en acceleració de partícules a altes energies avançà ràpidament. Edwin Mattison McMillan (1907-1991), a Berkeley, i Vladímir Iosifovich Vèksler (1907-1966), a Moscou, descrigueren independentment, el 1945, el principi d’estabilitat de fase. Aquest concepte permeté mantenir òrbites estables en acceleradors cíclics i eliminà les limitacions aparentment insalvables en l’energia dels acceleradors de ressonància per a protons, possibilitant la construcció d’acceleradors de ressonància magnètica (sincrotrons) per a electrons. La implementació de l’estabilitat de fase, coneguda com a enfocament de fase, fou demostrada amb la construcció d’un petit sincrociclotró a la Universitat de Califòrnia i un sincrotró d’electrons a Anglaterra. Poc després es construí el primer accelerador lineal de ressonància per a protons. Des de llavors, tots els grans sincrotrons de protons construïts depenen d’aquest principi. El 1947, William W. Hansen, a la Universitat Stanford (Califòrnia), construí el primer accelerador lineal d’ones viatgeres per a electrons, emprant tecnologia de microones desenvolupada per al radar durant la Segona Guerra Mundial. El 1956, Kerst plantejà que, si es podien mantenir dos feixos de partícules en òrbites que s'intersectessin, seria possible observar interaccions per col·lisió entre partícules que es desplacessin en direccions oposades. L’aplicació d’aquesta idea exigeix l’acumulació de partícules accelerades en anells de reserva. Les energies de reacció més altes avui dia assolibles es generen gràcies a aquesta tècnica.
Els avenços en recerca propiciats per l’increment de les energies dels protons conduïren a la construcció d’acceleradors cada cop més grans, una tendència que només s'aturà pels costos associats a la fabricació d’anells magnètics immensos —el més gran pesa aproximadament 40 000 tones. Una solució a aquest problema fou aportada el 1952, quan Livingston, Ernest D. Courant i H.S. Snyder demostraren la tècnica d’enfocament d’alternança de gradients (anomenada també enfocament fort). Els sincrotrons que empren aquest principi requereixen imants de només 1/100 de la mida necessària amb altres dissenys. Els sincrotrons recents es basen tots en aquest enfocament.

## Components
Els components d’un accelerador de blanc fix són bàsicament nou.

### Font de partícules carregades

Esquema d'un canó d'electrons.

Els electrons i els protons són les partícules més comunament utilitzades en els acceleradors. Els electrons se solen produir mitjançant un canó d’electrons. Aquest dispositiu conté un càtode (elèctrode negatiu) situat en el buit, que és escalfat fins que els electrons es desprenen dels àtoms que constitueixen el material del càtode (efecte termoiònic). Els electrons emesos tenen càrrega elèctrica negativa {\displaystyle q} (–1,602 × 10–19 C) i són atrets cap a un ànode (elèctrode positiu) degut a la diferència de potencial {\displaystyle \Delta V} amb el càtode, que  es troba entre 50–150 quilovolts (kV). L'energia cinètica {\displaystyle E_{c}} que adquireixen els electrons de massa {\displaystyle m} (9,109 × 10–31 kg) és:
{\displaystyle E_{c}={\tfrac {1}{2}}mv^{2}=q\Delta V}
i la velocitat {\displaystyle v} a la que són accelerats els electrons es pot calcular amb l'expressió:
{\displaystyle v={\sqrt {\frac {2q\Delta V}{m}}}}
Per a 100 kV de diferència de potencial, la velocitat amb que surten els electrons és d'uns 188 000 km/s, una velocitat considerable.
L’hidrogen, amb un sol protó, esdevé la font de partícules per als acceleradors de protons. En aquest cas, el gas s'ionitza —els electrons i els protons es separen mitjançant un camp elèctric—, i els protons escapen a través d’un orifici.

### Injectors i extractors
Els injectors i extractors són els dispositiu d’entrada i sortida de l’accelerador principal. En els grans acceleradors una xarxa d’acceleradors primaris preparen les partícules, les filtren, les col·limen i les acceleren, per tal que entrin al dispositiu principal en òptimes condicions.

### Cambra de la trajectòria
Les partícules no s'acceleren de manera individual, sinó en feixos de bilions. La cambra de la trajectòria conté el feix que s'accelera. És sotmesa al buit (10–6-10–8 mmHg) per tal d’evitar la pèrdua de partícules per interacció amb el gas residual.

### Dispositiu accelerador

Esquema del funcionament d'un accelerador lineal. Una font de ions emet un feix de partícules que va travessant les successives plaques (en aquest cas, tubs) mentre un generador de radiofreqüència va canviant el voltatge de les plaques

Només les partícules que tenen una càrrega elèctrica neta poden ser accelerades (protons, antiprotons, electrons, positrons, ions….). El mètode d'acceleració es basa en l'atracció i la repulsió entre les partícules de càrrega {\displaystyle q} i una llarga sèrie d'elèctrodes en què s'apliquen camps electromagnètics alterns. La força que els accelera és, per tant, la força de Coulomb, on {\displaystyle {\vec {E}}} representa el vector camp elèctric:
{\displaystyle {\vec {F_{c}}}=q{\vec {E}}}
L'acceleració s'obté aplicant la 2a llei de Newton ({\displaystyle {\vec {F}}=m{\vec {a}}}). Així l'acceleració és directament proporcional a la càrrega i al camp, i inversament proporcional a la massa. A major massa menys acceleració:
{\displaystyle {\vec {a}}={\tfrac {q}{m}}{\vec {E}}}
Cal dir que quan la partícula adquireix una elevada velocitat es comencen a notar els efectes relativistes i la massa augmenta segons la relació:
{\displaystyle m={m_{0} \over {\sqrt {1-\displaystyle {v^{2} \over c^{2}}}}}}
On {\displaystyle m_{0}} és la massa en repòs, {\displaystyle v} la velocitat i {\displaystyle c} la velocitat de la llum.
Alguns dels primers dissenys d’acceleradors de partícules, com el multiplicador de tensió i el generador de Van de Graaff, utilitzaven camps elèctrics constants generats per potencials de fins a un milió de volts, la qual cosa representava nombroses dificultats tècniques. Per aquesta raó s'ideà fer ús repetit de camps elèctrics més febles generats per voltatges més baixos, la qual cosa representa una trajectòria molt més llarga. L’energia cinètica final de les partícules depèn de l’efecte acumulatiu dels camps, de manera que moltes petites “empentes” es combinen per produir un efecte equivalent a una gran “empenta”. Aquest principi esdevé la base de dues categories comunes d’acceleradors moderns
- els acceleradors lineals (LINAC) on les partícules travessen una vegada una seqüència de camps elèctrics acceleradors,
- els acceleradors cíclics (principalment el ciclotró i el sincrotró) on les partícules són guiades per una trajectòria circular i passen repetidament pels mateixos camps elèctrics relativament petits.[6]

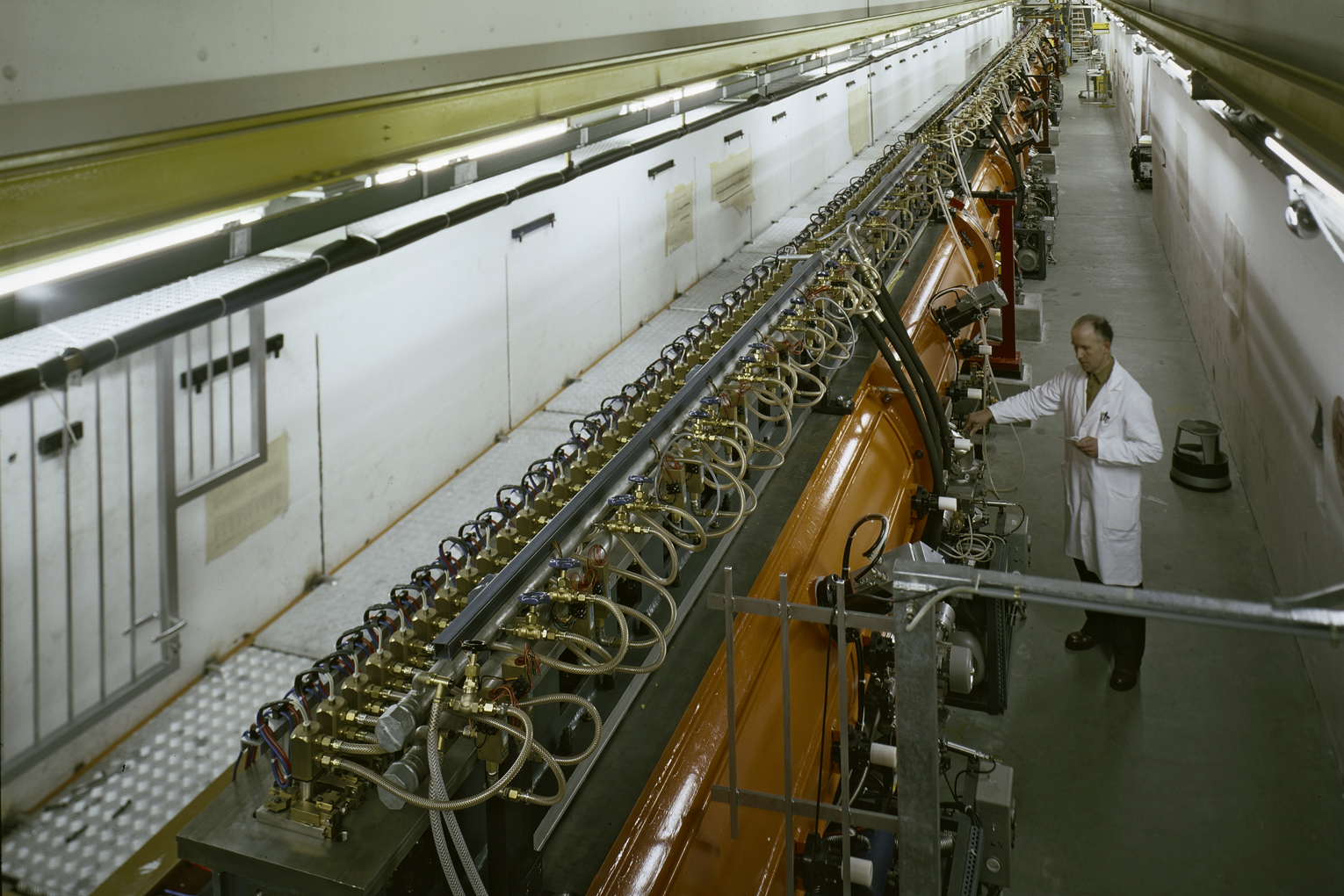
LINAC del CERN.

La naturalesa repetitiva d’un accelerador lineal suggereix l’ús de voltatges alterns en lloc de constants per generar els camps elèctrics. Una partícula carregada positivament, accelerada cap a un potencial negatiu, rebrà un nou impuls si el potencial es torna positiu mentre la partícula el travessa. A la pràctica, els voltatges han de variar molt ràpidament. Per exemple, a una energia d’1 MeV, un protó ja es desplaça a una velocitat elevada, un 46 % de la velocitat de la llum, cobrint una distància d’aproximadament 1,4 m en només 0,01 μs. Això implica que en una estructura repetitiva de diversos metres, els camps elèctrics han d’alternar —és a dir, canviar de direcció— a una freqüència mínima de 100 MHz. Tant els acceleradors lineals com els cíclics utilitzen habitualment camps elèctrics alterns presents en ones electromagnètiques, amb freqüències típiques d’entre 100 i 3 000 MHz, que corresponen al rang d’ones de ràdio i microones.
Un efecte rellevant en l’acceleració mitjançant camps elèctrics alterns és l’anomenada estabilitat de fase. En un cicle de la seva oscil·lació, un camp altern passa de zero a un valor màxim, torna a zero, arriba a un mínim i finalment retorna a zero. Això significa que el camp adopta dues vegades el valor òptim per a l’acceleració —durant el creixement i el decreixement fins al màxim. Si una partícula, en augmentar la seva velocitat, arriba massa aviat al camp mentre aquest creix, no experimentarà el camp màxim i no rebrà un impuls tan gran com caldria. No obstant això, quan arribi a la següent regió acceleradora, ho farà més tard i rebrà un camp superior al previst, és a dir, un impuls excessiu. L’efecte net serà l’estabilitat de fase: la partícula es mantindrà sincronitzada amb el camp en cadascuna de les regions acceleradores. Un altre efecte serà la formació de grups temporals de partícules, donant lloc a trens de paquets en lloc d’un feix continu.

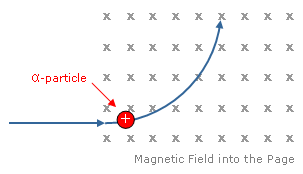
Segons la llei de Lorentz les partícules carregades que entre amb una certa velocitat dins d'un camp magnètic experimenten una força (força de Lorentz) perpendicularment a la velocitat. Això dona lloc a un moviment circular.

### Sistema de guiatge
Els camps magnètics {\displaystyle {\vec {B}}} permeten modificar la trajectòria de les partícules amb càrrega {\displaystyle q} que duen una velocitat {\displaystyle v}, segons la llei de Lorentz ({\displaystyle {\vec {F}}_{L}=q{\vec {v}}\times {\vec {B}}}), i fer-les seguir un camí circular. D'aquesta manera poden travessar repetidament les mateixes regions acceleradores. Aquest fenomen és essencial en acceleradors cíclics:
- En un ciclotró, s'utilitza un gran imant per generar un camp magnètic constant en el qual les partícules descriuen espirals formades per semicercles de radis cada cop més grans a mesura que reben energia i s'acceleren en cada circuit. El radi de la trajectòria depèn directament de la massa {\displaystyle m} i de la velocitat {\displaystyle v} i és inversament proporcional a la càrrega {\displaystyle q} i a la inducció magnètica {\displaystyle B}, essent {\displaystyle R=mv/qB}.[8]
- En canvi, en un sincrotró, les partícules es desplacen per un anell de radi constant, mentre que el camp magnètic generat per els electroimants al voltant de l’anell augmenta progressivament a mesura que les partícules acceleren (es manté constant la relació {\displaystyle v/B}). Els imants que tenen aquesta funció de “corbament” són dipols: imants amb dos pols, nord i sud, construïts amb un perfil en forma de C perquè el feix de partícules pugui passar entre els dos pols.[6]

Quadrupol constituït per quatre bobines.

### Sistema focalitzador
Una segona funció crucial dels electroimants en els acceleradors de partícules és enfocar els feixos per mantenir-los tan estrets i intensos com sigui possible. El tipus més simple d’imant d’enfocament és el quadrupol, un imant construït amb quatre pols (dos nord i dos sud) disposats oposadament. Aquesta configuració empeny les partícules cap al centre en una direcció, però permet que es dispersin en la direcció perpendicular. Per tant, un quadrupol dissenyat per enfocar un feix horitzontalment permetrà que el feix es desenfoqui verticalment. Per aconseguir un enfocament adequat, els imants quadrupols s'han d’utilitzar en parells, disposats de manera que cadascun contraresti l’efecte de l’altre.

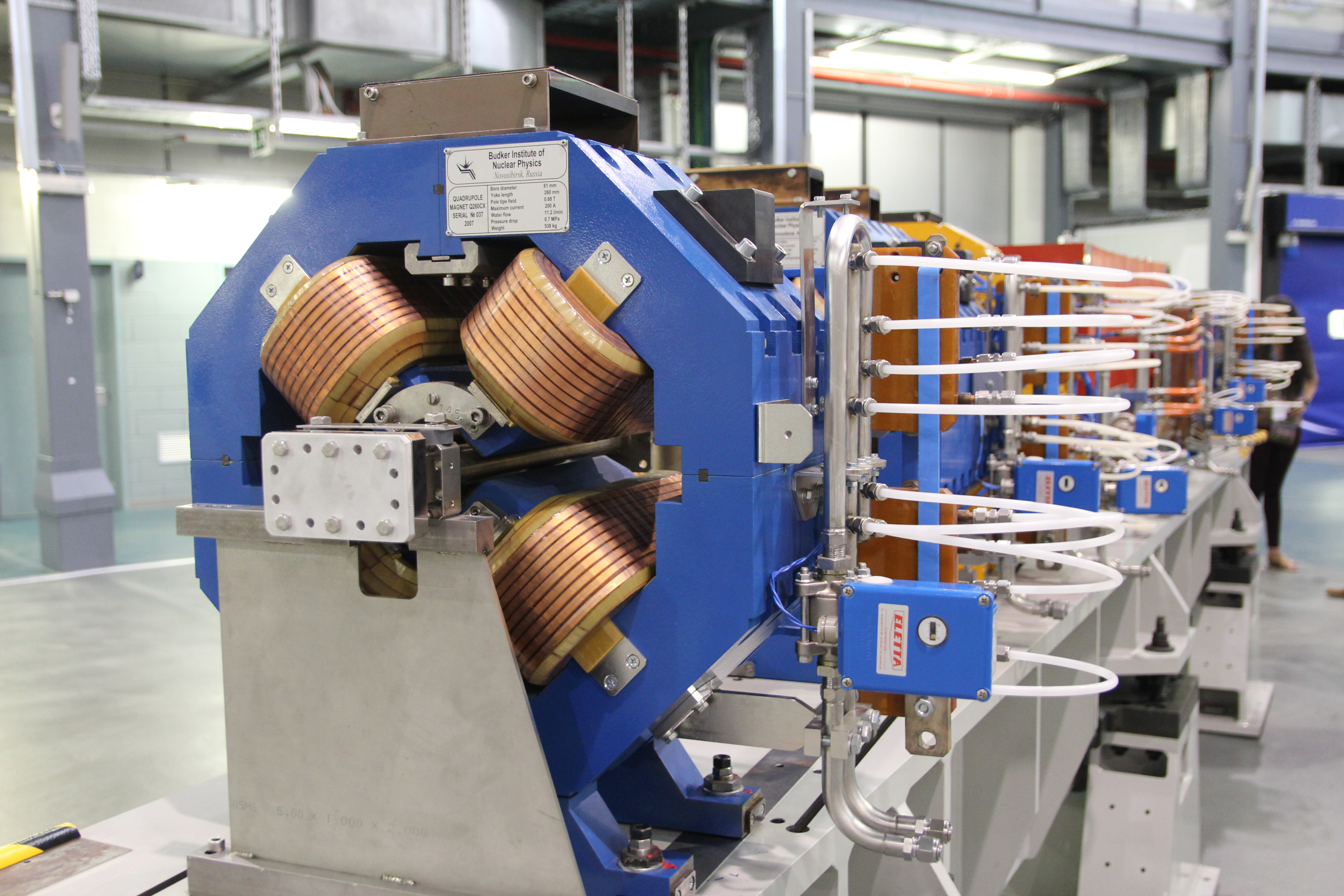
Quadrupols del sincrotró ALBA.

A mesura que augmenta l’energia de les partícules en circulació, també augmenta la intensitat del camp magnètic que les guia, cosa que permet mantenir-les en la mateixa trajectòria. S'injecta un “pols” de partícules dins de l’anell i s'accelera fins a l’energia desitjada abans d’extraure-les i dirigir-les cap als experiments. L’extracció normalment s'aconsegueix mitjançant imants de tipus kicker, electroimants que s'activen durant un breu període per “donar una empenta” a les partícules i desviar-les fora de l’anell del sincrotró cap a una línia de feix. A continuació, els camps dels imants dipols es redueixen, i la màquina queda llesta per rebre el següent pols de partícules.

### Fitó
El fitó és el lloc on es produeix la col·lisió de les partícules. La majoria dels acceleradors utilitzats en medicina i indústria generen un feix de partícules amb un propòsit específic—per exemple, per a radioteràpia o implantació iònica. En aquests casos, les partícules són utilitzades una sola vegada i posteriorment descartades. Durant molts anys, aquest també fou l’ús predominant dels acceleradors emprats en investigació en física de partícules. No obstant això, durant la dècada de 1970 es desenvoluparen anells on dos feixos de partícules circulen en direccions oposades i col·lideixen en cada circuit de la màquina. Una avantatge clau d’aquests dispositius és que, quan dos feixos xoquen frontalment, l’energia de les partícules es transfereix íntegrament a l’energia de les interaccions entre elles. Això contrasta amb el que succeeix quan un feix energètic impacta contra un material en repòs, cas en el qual gran part de l’energia es perd en posar el material objectiu en moviment, d’acord amb el principi de conservació del moment lineal.
Algunes màquines de col·lisió de feixos s'han dissenyat amb dos anells que es creuen en dues o més posicions, permetent la circulació de feixos del mateix tipus en direccions oposades. No obstant això, són més habituals els col·lisionadors de partícules i antipartícules. Una antipartícula posseeix càrrega elèctrica oposada a la de la seva partícula corresponent (el positró amb càrrega positiva és l'antipartícula de l'electró). Això implica que un camp elèctric que accelera un electró també pot accelerar un positró si es mou en direcció oposada dins el mateix camp. De manera similar, un electró que es mou dins un camp magnètic es desviarà en una direcció—per exemple, cap a l’esquerra—mentre que un positró que es desplaça de la mateixa manera es desviarà en direcció contrària—cap a la dreta. No obstant això, si el positró es mou pel camp magnètic en direcció oposada a l’electró, seguirà un camí desviat cap a la dreta però dins la mateixa corba que descriu l’electró desviat cap a l’esquerra. Aquest conjunt d’efectes permet que un antielectró pugui desplaçar-se al voltant d’un anell de sincrotró guiat pels mateixos imants i accelerat pels mateixos camps elèctrics que afecten un electró que viatja en direcció contrària. Per aquesta raó, molts dels col·lisionadors de feixos més energètics han estat col·lisionadors de partícules i antipartícules, ja que només requereixen un únic anell accelerador.

Anells d’emmagatzematge (ISR) d'un sincrotró de protons (PS).

Tal com s'ha esmentat anteriorment, el feix en un sincrotró no és un corrent continu de partícules, sinó que està estructurat en "paquets". Cada paquet pot mesurar uns pocs centímetres de longitud i una dècima de mil·límetre de diàmetre, i pot contenir aproximadament partícules—tot i que les xifres exactes depenen de la màquina específica. Malgrat això, aquesta densitat és molt baixa; la matèria ordinària de dimensions similars contindria al voltant de 1023 àtoms. Així, quan els paquets de partícules es creuen en una màquina de col·lisió de feixos, només hi ha una petita probabilitat que dues partícules interaccionin. A la pràctica, els paquets poden continuar circulant per l’anell i tornar-se a intersecar. Per tal de permetre aquest creuament repetit dels feixos, el buit dins dels anells d’aquestes màquines de col·lisió ha de ser excepcionalment bo, per tal que les partícules puguin circular durant hores sense ser dispersades per col·lisions amb molècules residuals d’aire. Per aquesta raó, aquests anells també es coneixen com a anells d’emmagatzematge, ja que els feixos de partícules, en essència, s'hi emmagatzemen durant diverses hores.

### Blindatge

Radiació de sincrotró.

Un sistema eficient de blindatge protegeix el personal de les radiacions resultants, com ara la radiació de sincrotró.

### Detectors
La majoria d’aplicacions dels feixos produïts pels acceleradors de partícules requereixen un mecanisme per detectar els fenòmens que es produeixen quan les partícules xoquen. En els acceleradors s'utilitzen detectors especialitzats que responen a les partícules dispersades; tanmateix, aquests detectors acostumen a estar dissenyats per generar senyals elèctrics que poden ser transformats en dades computacionals i analitzats mitjançant programes informàtics. Només les partícules carregades elèctricament generen senyals elèctrics quan travessen un material—per exemple, excitant o ionitzant els àtoms—i poden ser detectades directament. Les partícules neutres, com els neutrons o els fotons, han de ser detectades indirectament a través del comportament de les partícules carregades que elles mateixes posen en moviment.
Existeix una gran varietat de detectors de partícules, molts dels quals són especialment útils en circumstàncies específiques. Alguns, com el conegut comptador Geiger, simplement compten partícules, mentre que altres s'utilitzen, per exemple, per registrar les trajectòries de les partícules carregades, mesurar la velocitat d’una partícula o determinar la quantitat d’energia que transporta. Els detectors moderns varien en mida i tecnologia des de petits dispositius acoblats per càrrega (CCDs, per les seves sigles en anglès) fins a grans cambres plenes de gas travessades per fils que detecten els rastres ionitzats creats per les partícules carregades.

## Aplicacions

### Recerca fonamental
Encara que els acceleradors més visibles són les grans màquines emprades en la física de partícules, dels més de 30 000 acceleradors que existeixen actualment al món, només menys de l’1% operen per al benefici de la investigació fonamental; la gran majoria són acceleradors petits utilitzats en l’àmbit sanitari o industrial. La transició de la tecnologia d’acceleradors, des del seu ús en la ciència bàsica cap a aplicacions amb un benefici més directe per a la societat, ha estat una tendència molt visible en les darreres dècades, i això representa només el primer pas d’una evolució important per als acceleradors de partícules.
L'energia de les partícules accelerades es mesura en electró-volts (eV), però les energies requerides per a estudiar en detall les partícules subatòmiques són tan grans que, sovint, s'utilitzen els múltiples d'aquesta unitat: 1 milió (1 MeV = 10⁶ eV) o mil milions (1 GeV = 10⁹ eV). Els acceleradors actuals més potents arriben a energies de milers de GeV (1 TeV = 1000 GeV = 1012 eV).
De fet, com més petites siguin les partícules que volem estudiar, més altes són les energies necessàries per fer-ho. En la taula següent es dona la relació entre la mida de les partícules i les energies corresponents:
| Energia | Mida (ordre de magnitud) | Partícula o estructura  |
| 0,1 eV  | 10-8 m                   | Molècula, àtom gran     |
| 1,0 eV  | 10-9 m                   | Àtom                    |
| 1 keV   | 10-11 m                  | Regió atòmica central   |
| 1 MeV   | 10-14 m                  | Nucli atòmic            |
| 100 MeV | 10-15 m                  | Regió central del nucli |
| 1 GeV   | 10-16 m                  | Protó                   |
| 10 GeV  | 10-17 m                  | Quarks                  |
| 100 GeV | 10-18 m                  | Quarks (amb més detall) |
| 10 TeV  | 10-20 m                  |                         |

Exemples d'acceleradors col·lisionadors utilitzats per a la investigació en física de partícules són:
- GCH del CERN
- LEP també del CERN (que ja no existeix)
- Tevatró del Fermilab
- RHIC de Brookhaven
- HERA de DESY.
- SLAC a la Universitat Stanford

### Altres camps
Mentre que els acceleradors destinats a la recerca fonamental creixen en dimensions i complexitat, l’expansió i accessibilitat creixents de les tecnologies d’acceleradors, juntament amb l’emergència de dissenys més petits i compactes, estan fomentant la seva difusió en un ampli ventall d’aplicacions en camps tan diversos com la salut, la indústria, l’energia, la seguretat i el medi ambient.
Totes aquestes aplicacions comparteixen un impuls comú: superar els enfocaments químics tradicionals utilitzats en l’anàlisi i les transformacions de materials per adoptar mètodes basats en les interaccions a escala atòmica i subatòmica. Això obre noves oportunitats pel que fa a productes innovadors, processos industrials i tècniques per abordar problemes socials. Entre aquests, s'inclouen la millora del tractament del càncer i dels diagnòstics mèdics, la reducció de la contaminació de l’aire i el tractament de residus radioactius.

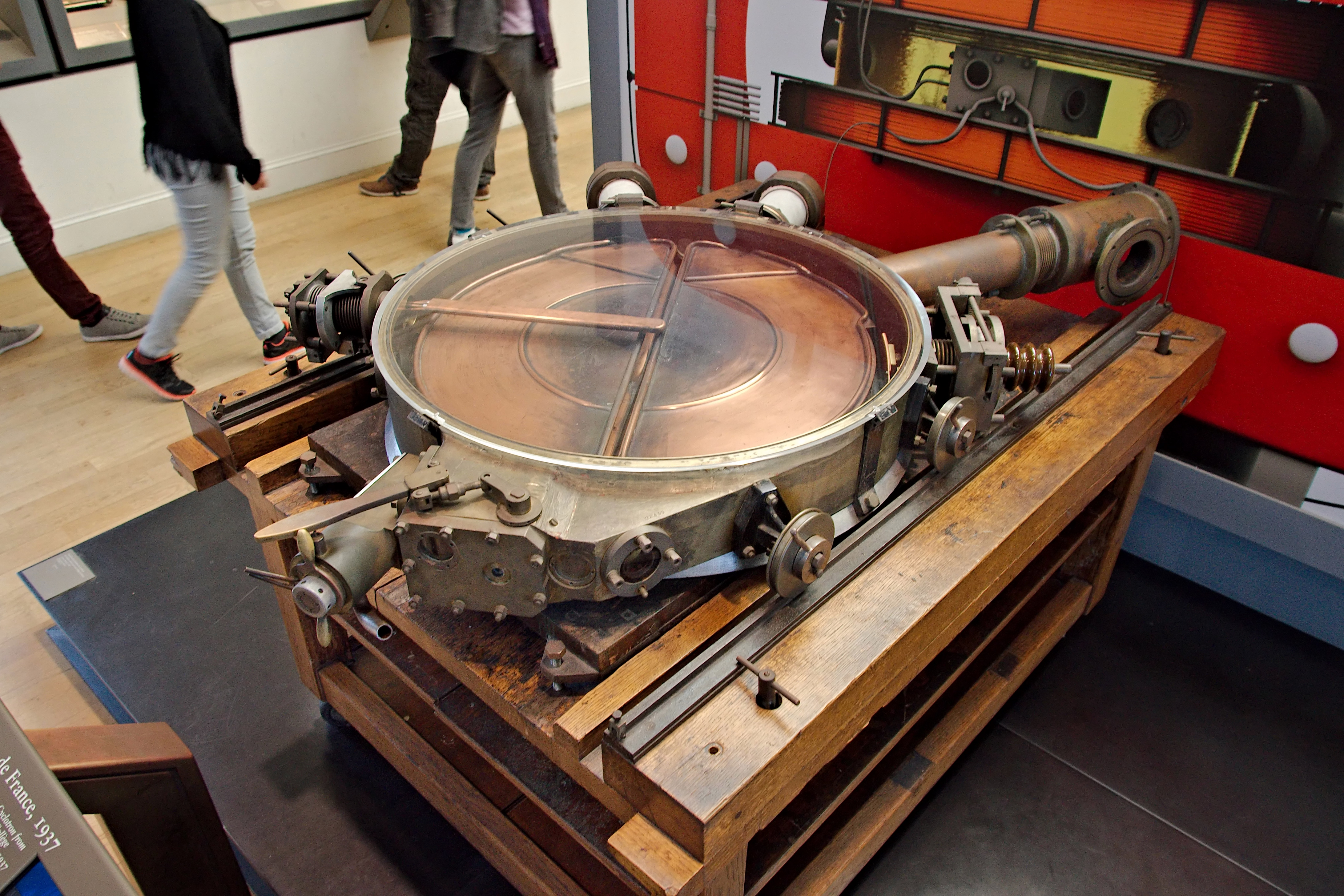
Ciclotró del Collège de France (Musée des Arts et Métiers, París)

Les aplicacions dels acceleradors de partícules es poden classificar en sis camps:
1. Medicina. Els acceleradors de partícules produeixen partícules i radiacions per a la radioteràpia, i generen radionúclids per a aplicacions clíniques.
2. Indústria. En la industria s'empren els acceleradors per a produir feixos d’electrons i feixos d’ions per a l’anàlisi i la modificació de materials.
3. Energia. En el camp de l'energia nuclear els acceleradors poden emprar-se en la transmutació de residus nuclears i en la fusió nuclear.
4. Seguretat. Amb els acceleradors es generen raigs X, raigs γ i neutrons necessaris per a operacions de cribratge en la seguretat fronterera, la lluita contra el terrorisme i la seguretat nuclear.
5. Anàlisi amb fotons. La producció basada en acceleradors de radiació electromagnètica de gran intensitat (majoritàriament raigs X) permet l'estudi de l'estructura i el comportament d’una gran varietat de materials a escales atòmiques i moleculars mitjançant diverses tècniques analítiques amb raigs X, com ara la cristal·lografia. Les principals fonts de fotons utilitzades són els sincrotrons i els làsers d’electrons lliures.
6. Anàlisi amb neutrons. La producció de feixos de neutrons basada en acceleradors mitjançant l'espal·lació possibilita l’estudi de l’estructura i el comportament dels materials a escales atòmiques i moleculars mitjançant tècniques de dispersió de neutrons.[10]

Els més grans, també dits d'alta energia, s'utilitzen per a la recerca científica en física de partícules. En aquest cas, les partícules accelerades es fan col·lidir contra un blanc immòbil o contra altres partícules accelerades. Uns detectors col·locats al voltant de la zona de col·lisió permeten als científics estudiar les propietats de les partícules subatòmiques conegudes i, en alguns casos, descobrir-ne de noves.
| Àrea                  | Aplicació                                 | Partícules                      | Accelerador                   | Energia (MeV) |
| --------------------- | ----------------------------------------- | ------------------------------- | ----------------------------- | ------------- |
| Medicina              | Teràpia del càncer                        | Electrons                       | LINAC                         | 4-20          |
| Medicina              | Teràpia del càncer                        | Protons                         | Ciclotró Sincrotró            | 250           |
| Medicina              | Teràpia del càncer                        | Carbonis                        | Sincrotró                     | 4 800         |
| Medicina              | Producció radioisòtops                    | Protons                         | Ciclotró                      | 8-100         |
| Indústria             | Implantació d'ions                        | Cations de bor, fòsfor i arseni | Electrostàtic                 | <1            |
| Indústria             | Anàlisi                                   | Protons, cations d'heli         | Electrostàtic                 | <5            |
| Indústria             | Procés de materials                       | Electrons                       | Electrostàtic LINAC Rhodatron | ≤10           |
| Indústria             | Esterilització                            | Electrons                       | Electrostàtic LINAC Rhodatron | ≤10           |
| Securitat             | Escànner de raigs X                       | Electrons                       | LINAC                         | 4-10          |
| Securitat             | Tests hidrodinàmics                       | Electrons                       | Inducció lineal               | 10-20         |
| Radiació de sincrotró | Biologia, medicina i ciència de materials | Electrons                       | Sincrotró LINAC               | 500-10 000    |
| Dispersió de neutrons | Ciència dels materials                    | Protons                         | LINAC Ciclotró Sincrotró      | 600-1 000     |
| Fusió nuclear         | Escalfament                               | Deuteris                        | Electrostàtic                 | 1             |